# Ceremony (мініальбом)
Ceremony — це третій мініальбом південнокорейського бой-бенду Pentagon. Він вийшов 12 червня 2017 року на лейблі CUBE Entertainment. Альбом складається з семи треків, включаючи заголовний трек «Critical Beauty».

## Комерційний успіх
У Південній Кореї було продано понад 23 111 копій мініальбому. Він досяг 6 місця в корейському чарті Gaon.

## Список композицій
| Офіційний трек-лист | Офіційний трек-лист                       | Офіційний трек-лист                                       | Офіційний трек-лист                  | Офіційний трек-лист      | Офіційний трек-лист |
| #                   | Назва                                     | Автор слів                                                | Автор музики                         | аранжування              | Тривалість          |
| ------------------- | ----------------------------------------- | --------------------------------------------------------- | ------------------------------------ | ------------------------ | ------------------- |
| 1.                  | «Critical Beauty» (예뻐죽겠네)            | Park Woo-hyun                                             | Olivier 'Akos' Castelli Justin Stein | Olivier 'Akos' Castelli  | 3:17                |
| 2.                  | «Lucky»                                   | Roydo Shin Kong BreadBeat                                 | Shin Kong BreadBeat                  | Shin Kong BreadBeat      | 3:24                |
| 3.                  | «To Universe» (소중한 약속)               | Джінхо E'Dawn Юто Усок                                    | Ferdy Jinho                          | Ferdy                    | 3:44                |
| 4.                  | «Nothing»                                 | Seo Jae-woo Kang Dong-ha Ra Young-ssi Yuto E'Dawn Wooseok | Seo Jae-woo Kang Dong-ha             | Seo Jae-woo Kang Dong-ha | 3:34                |
| 5.                  | «Spectacular» (스펙터클 해)               | Son Young-jin Jo Sung-ho E'Dawn Yuto Wooseok              | Son Young-jin Jo Sung-ho             | Son Young-jin Jo Sung-ho | 3:34                |
| 6.                  | «Thank You» (고마워) (sung by Jinho, Hui) | Hui                                                       | Hui                                  | Son Young-jin            | 4:16                |
| 7.                  | «Beautiful»                               | Jung Il-hoon IL                                           | Jung Il-hoon IL                      | IL Jung Il-hoon          | 3:43                |
| 26:00               |                                           |                                                           |                                      |                          |                     |

## Чарти
| Чарт (2017)                 | Найвища позиція |
| --------------------------- | --------------- |
| South Korean Albums (Gaon)  | 6               |
| US World Albums (Billboard) | 14              |